# Almeida Garrett
João Baptista da Silva Leitão de Almeida Garrett, Primer Vescomte Almeida Garrett, (Porto, 4 de febrer de 1799—9 de desembre de 1854) va ser un escriptor portuguès del Romanticisme que va conrear la poesia, la novel·la i el teatre. D'ideologia liberal, també s'hi va implicar en la política.

## Biografia
João Baptista da Silva Leitão de Almeida (després Garrett) va nàixer a Porto. Era fill d'António Bernardo da Silva i d'Ana Augusta de Almeida Leitão. L'any 1809 va fugir de la segona invasió francesa de la península Ibèrica, portada a terme per les tropes del general Soult, buscant refugi a Angra do Heroísmo, Illa Terceira, Açores. Mentre estava a les Açores, va ser educat pel seu oncle, Alexandre da Sagrada Família, aleshores bisbe d'Angra. L'any 1818 es va traslladar a Coïmbra per a estudiar dret a la universirtat. El 1818 va publicar O Retrato de Venus, una obra que immediatament va ser censurada, en ser considerada « materialista, atea i immoral ». Va ser en aquesta època quan va adoptar el pseudònim d'Almeida Garrett.
Tot i que no va prendre part activament en la revolució liberal que va esclatar a Porto l'any 1820, va contribuir-hi amb dos versos patriòtics, l'Hymno Constitucional i l' Hymno Patriótico, que els seus amics van copiar i van distribuir pels carrers de Porto. Després de la "Vilafrancada", un colp d'Estat reaccionari portat a terme per l'infant D. Miguel l'any 1823, va haver d'exiliar-se a Anglaterra. Acabava de casar-se amb la bella Luísa Midosi, que només tenia 12 o 13 anys en el moment de contraure matrimoni. Durant la seua estada a Anglaterra, que va passar a Edgbaston (Warwickshire), va entrar en contacte amb el moviment romàntic, acusant la influència de William Shakespeare i Walter Scott, així com la de l'Estètica gòtica. A l'inici de l'any 1825, Garrett va traslladar-se a França on va escriure Camões (1825) i Dona Branca (1826) – poemes que són considerats com les primeres obres romàntiques de la literatura portuguesa. L'any 1826 va tornar a Portugal, on va romandre dos anys i on va fundar els periòdics O Portuguez i O Chronista. L'any 1828, sota el mandat del rei Miquel I l'Usurpador, va ser forçat de nou a l'exili, instal·lant-se a Anglaterra. Ací va publicar Adozinda i va fer interpretar la seua tragèdia Catão al Theatre Royal de Plymouth (vegeu 'Catão em Plymouth')
Almeida Garrett, junt amb Alexandre Herculano i Joaquim António de Aguiar, van prendre part en el desembarcament de Mindelo, portat a terme durant les Guerres Liberals. Quan finalment es va establir una monarquia constitucional, hi va servir breument com a Cònsol General a Brussel·les; i al seu retorn va ser aclamat com un dels principals orador del liberalisme. També va implicar-se en la creació d'un nou teatre portuguès, escrivint obres de teatre històric com ara Gil Vicente, D. Filipa de Vilhena i O Alfageme de Santarém.
L'any 1843, va publicar el seu Romanceiro e Cancioneiro Geral, una col·lecció de folklore; dos anys després va escriure el primer volum de la seua novel·la històrica O Arco de Santana (publicada íntegrament l'any 1850, i inspirada en Nostra Senyora de París de Victor Hugo). O Arco de Santana va significar un canvi en l'estil de Garret, vers una prosa més complexa i subjectiva que més endavant va experimentar àmpliament amb Viagens na Minha Terra (Viatges a la meua terra - 1846). Aquest innovador estil també es va deixar sentir en els seus reculls de poesia Flores sem Fruto (Flors sense fruit - 1844) i Folhas Caídas (Fulles caigudes - 1853).
Ennoblit per la reina Maria II l'any 1852 amb el títol de Vescomte d'Almeida Garrett, va ser Ministre d'Afers Exteriors durant només uns quants dies, en el govern del Duc de Saldanha.
Va trencar la seua relació amb Luísa Midosi l'any 1835 per a unir-se a la jove de 17 anys Adelaide Pastora l'any 1836 – qui va ser la seua companya fins a la mort.
Garrett va morir de càncer a Lisboa, a les 6:30 de la vesprada del 9 de desembre de 1854. Va ser soterrat al Cementeri de Prazeres i, el 3 de maig de 1903, les seues restes van ser traslladades al panteó nacional del Monestir dels Jerónimos, prop de les despulles d'Alexandre Herculano i Luís de Camões.

## Obres
- 1819 - Lucrécia
- 1820 - O Roubo das Sabinas (poema escrito en su juventud)
- 1820 - Mérope (teatro)
- 1821 - O Retrato de Venus (poesía)
- 1821 - Catão (teatro)
- 1825 - Camões (poesía)
- 1826 - Dona Branca (poesía)
- 1828 - Adozinda (poesía)
- 1829 - Lírica de João Mínimo (poesía)
- 1829 - O tratado "Da Educação"
- 1830 - Portugal na Balança da Europa
- 1838 - Um Auto de Gil Vicente (teatro) (A Auto de Gil Vicente)
- 1842 - O Alfageme de Santarém (teatro)
- 1843 - Romanceiro e Cancionero Geral, tomo 1
- 1843 - Frei Luís da Sousa (teatro)
- 1845 - Flores sem Fruto (poesía)
- 1845 - O Arco de Santa Ana I (ficción)
- 1846 - Falar Verdade un Mentir (teatro)
- 1846 - Viagens na Minha Terra (ficción) I
- 1846 - D. Filipa de Vilhena (teatro)
- 1848 - As profecías do Bandarra; Um Noivado no Dafundo;
- 1848 - Um Noivado no Dafundo
- 1848 - A sobrinha do Marquês (teatro)
- 1849 - Memorias Históricas de José Xavier Mouzinho da Silveira
- 1850 - O Arco de Santa Ana II (ficción)
- 1851 - Romanceiro e Cancionero Geral, tomo 2 e 3
- 1853 - Folhas Caídas (poesía)
- 1854? - Helena (ficción)
- 18? - Tio Simplício (teatro)
- 18? - Afonso de Albuquerque
- 1871 - Discursos e Memorias Biográficas Parlamentares